# Matisia soegengii
Matisia soegengii là một loài thực vật có hoa trong họ Cẩm quỳ. Loài này được Cuatrec. mô tả khoa học đầu tiên năm 1971.